# Леђен
Леђен је некадашње насеље у Западнобачком управном округу које се налазило на самој граници између Србије и Мађарске.

## Историја
Село се 1720. године раселило и његово чисто српско становништво преселило се већином у суседно село, у Риђицу. И Риђицу сад по новим становницима прозову Леђен, а за разлику од старог Леђена назван је и "Нови Леђен". И данас још село Риђицу називају становници, без разлике на веру и народност, како из саме ове општине тако и из околине - Леђеном.
И званично се све до 1740. године, Риђица на латинском језику бележила "Риђица алиас Леђен", што на Српском значи: "Риђица другачије Леђен".